# 大不列颠共产主义联盟
大不列颠共产主义联盟（英語：Communist League of Great Britain）是英国的一个已不存在的共产主义组织。该组织源于大不列颠共产党内部由比尔·布兰德领导的一个派别。这个派别一开始奉行毛主义，它于1965年联合战胜修正主义、争取共产主义团结委员会多数派，形成马列主义团结行动中心。1967年，该组织更名为不列颠马列主义组织。不久以后，这个组织停止支持毛泽东，开始支持恩维尔·霍查，尽管此时霍查仍与毛泽东结盟。1975年，它更名为大不列颠共产主义联盟。它原有的意识形态路线随着中阿决裂得到加强。在2001年该组织领导人比尔·布兰德去世后，该组织逐渐停止活动。但该组织的一些成员又成立“共产党联盟”，并在斯大林协会中活动；2009年后，共产党联盟的网站不再更新，该组织可能也已解散。